# Bahnhof Affoltern-Weier
Affoltern-Weier ist der Name eines Bahnhofs im Ortsteil Weier der Gemeinde Affoltern im Emmental.

## Geschichte

Bahnhofsgebäude (1965)

Die Station wurde am 1. Juni 1908 von der Ramsei-Sumiswald-Huttwil-Bahn (RSHB) mit 735 m als streckenhöchster Bahnhof eröffnet. Durch die Lage des Dorfzentrums war eine Anbindung der Gemeinde an die Strecke Ramsei–Sumiswald–Huttwil nur ausserhalb möglich.
Von 2004 bis 2009 war Affoltern-Weier Endstation der durch die BLS betriebenen Linie S4 der S-Bahn Bern aus Richtung Burgdorf. Seither wird die Gemeinde nur noch durch einen Autobus bedient, die Strecke war danach aber noch befahrbar. Die Verkürzung wurde aus Umlaufgründen durchgeführt, weil damit eine Fahrzeugkomposition eingespart werden konnte und zugleich mit der Buslinie die Gemeinde Affoltern besser erschlossen wurde.
Die wirtschaftliche Entwicklung des Ortsteils Weier hängt mit dem Bau des Bahnhofes zusammen. Der Weiler bestand vor dem Bau aus wenigen Landwirtschaftsgebäuden, so wie die Streusiedlungen im Emmental normalerweise aufgebaut sind. Auf dem Gemeindegebiet von Affoltern im Emmental liegt noch die 1,87 km entfernte Station Häusernmoos der gleichen Strecke. Seit 2014 gehört der Bahnhof Affoltern-Weier der neu gegründeten Emmentalbahn GmbH, welche die Strecke von Sumiswald-Grünen nach Huttwil übernommen hat.

## Bahnanlage

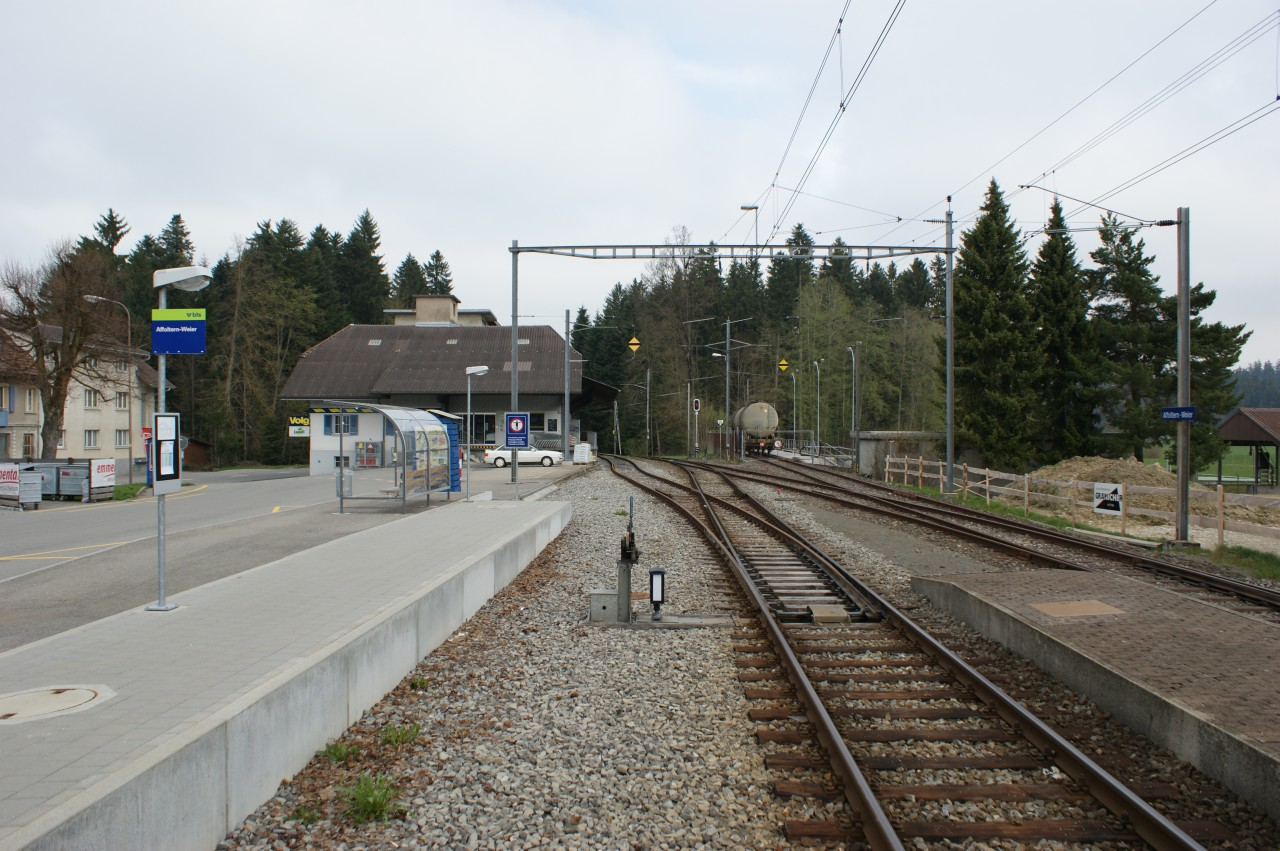
Blick gegen Huttwil: Abstellgleis in der Verlängerung des ehemaligen Ausweichgleises; links die Bushaltestelle, wo seit 2010 die Buslinie von Hasle-Rüegsau über Affoltern-Dorf Anschluss an die neue Buslinie von Sumiswald nach Huttwil hat. (2009)

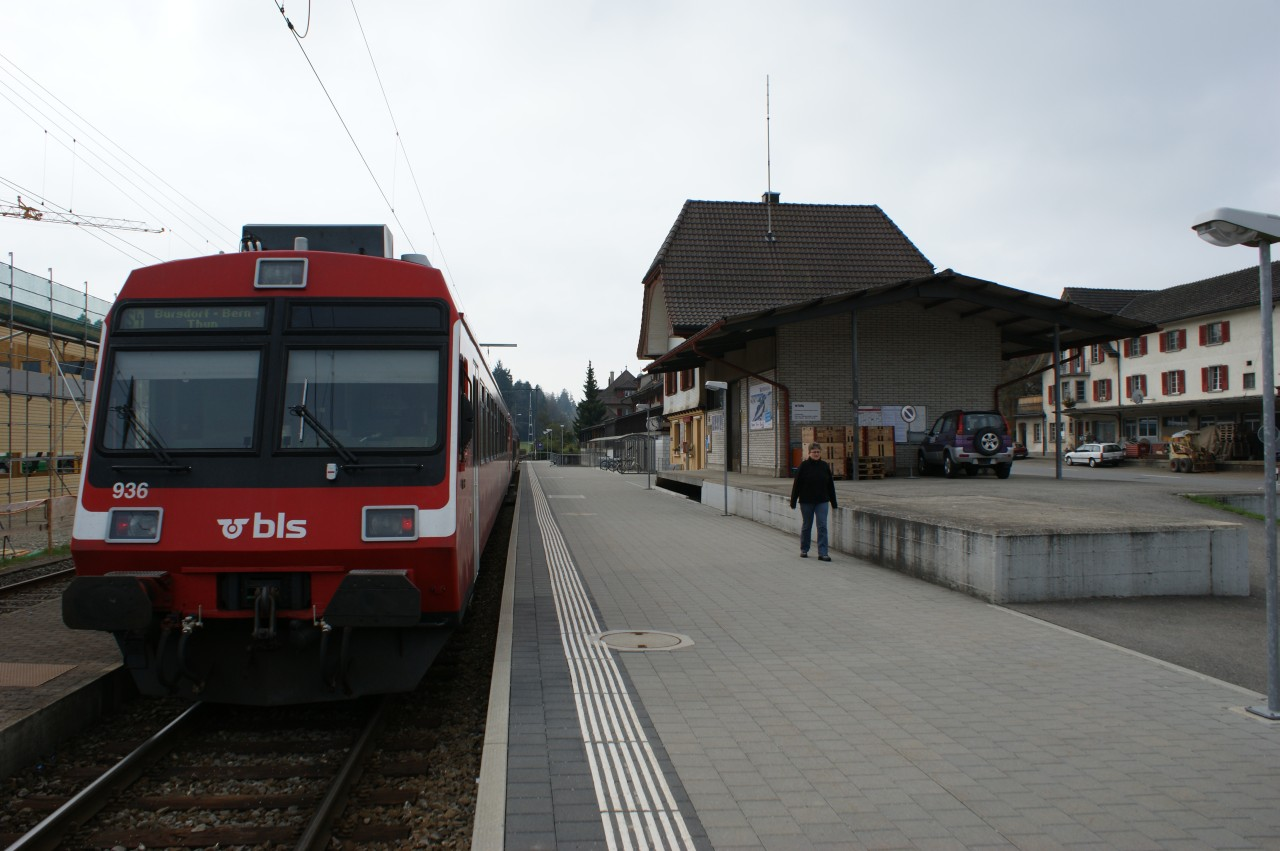
Affoltern-Weier im letzten Betriebsjahr vor der Stilllegung durch die BLS, ausgerüstet mit 55 cm hohem Perron für den bequemen Ein- und Ausstieg (2009)

Der Bahnhof wurde als zweigleisige Anlage eröffnet. Zwischen dem Durchgangsgleis (heute Gleis 1) und dem Stationsgebäude befand sich ein Ausweichgleis, das beim Güterschuppen eine Rampe besass. 1970 wurde auf der vom Empfangsgebäude abgewandten Seite ein drittes, 162 Meter langes Durchfahrtsgleis (heute Gleis 2) errichtet.: S. 123 Das Ausweichgleis beim Gebäude wurde um 2004 im Zusammenhang mit der Bahnsteigerhöhung am Durchgangsgleis entfernt. Geblieben ist das Abstellgleis (heute Gleis 10) in der Verlängerung des ehemaligen Ausweichgleises.
Der Bahnhof erhielt erst nach der Elektrifizierung um 1950 Einfahrsignale, dafür gleich von Anfang an Tageslichtsignale.: S. 126

## Gebäude

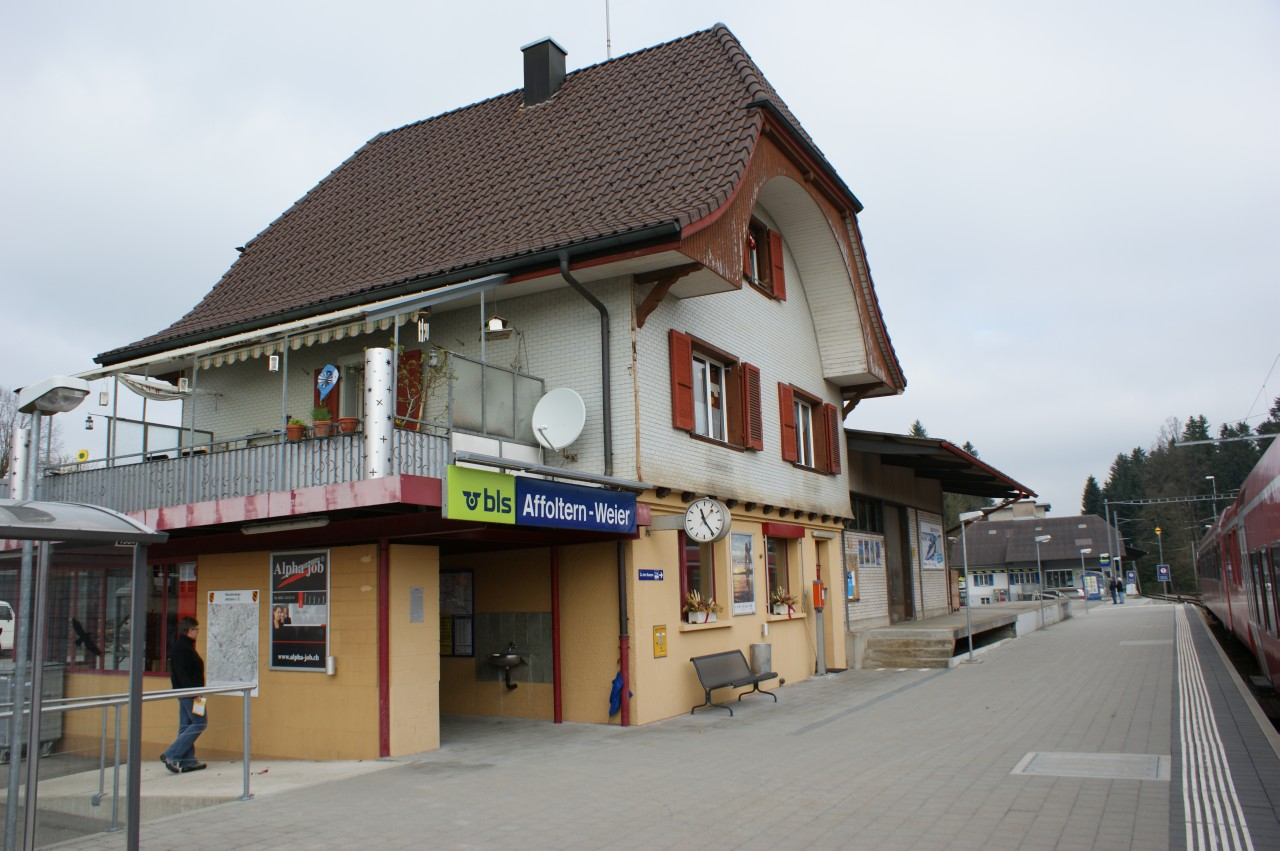
Bahnhof Affoltern-Weier; Bahnhofsgebäude Typ RSHB mit Schopfwalmdach (2009)

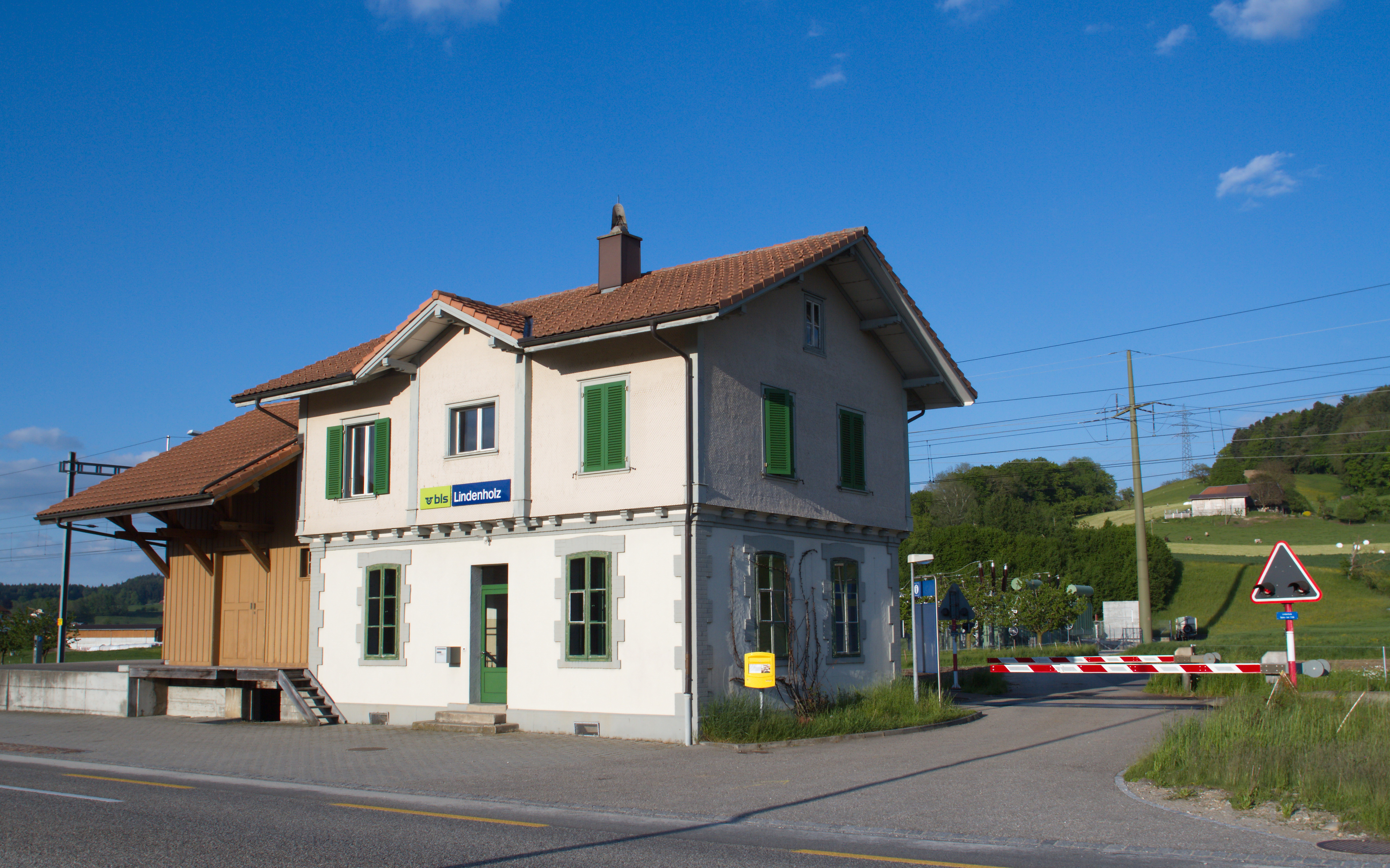
Bahnhof Lindenholz an der Strecke Langenthal–Huttwil; Bahnhofsgebäude entspricht dem Einheitstyp der LHB und HWB (2012)

Die Langenthal-Huttwil-Bahn (LHB), die für den Bau und den Betrieb der RSHB verantwortlich war, übernahm für die Bahnhofsgebäude an der Strecke Ramsei–Huttwil nicht einfach den Einheitstyp, wie er bei den Stationen auf den Strecken der LHB und der Huttwil-Wolhusen-Bahn (HWB) üblich war. Stattdessen wurde die Zusammenarbeit mit der Vereinigung für Heimatschutz aufgenommen. Diese empfahl aufgrund des regional-typischen Baustils entsprechende Planentwürfe mit einem Schopfwalmdach, die dann auch umgesetzt wurden. Die Baukosten betrugen ungefähr Fr. 15'000.- : S. 15
Das zweieinhalb-geschossige, rechteckige Empfangsgebäude von Affoltern-Weier steht mit seiner schopfwalm-gedeckten, zweiachsigen Front den Gleisen zugewandt. An der östlichen Traufseite ist der hölzerne, flache Güterschuppen angebaut. Auf der Westseite kamen öffentliche Toiletten hinzu, nachdem von der Gemeinde ein Trinkwassernetz aufgebaut worden war. 1960 wurden die Diensträume umgebaut. Zwischen 1971 und 1973 wurde das Aufnahmegebäude auf der Wetterseite mit einer Eternitfassade versehen.: S. 124 Das Gebäude war nie für den Publikumsverkehr zugänglich. Fahrkarten konnten durch ein Fenster vom Dienstzimmer aus verkauft werden.